# Cueva de Lobos
Cueva de Lobos este o arie protejată (arie specială de conservare — SAC, sit de importanță comunitară — SCI) din Spania întinsă pe o suprafață de 7.612,77 ha, integral pe uscat.

## Localizare
Centrul sitului Cueva de Lobos este situat la coordonatele 28°17′20″N 14°15′55″W / 28.289°N 14.2654°V.

## Înființare
Situl Cueva de Lobos a fost declarat sit de importanță comunitară în octombrie 1999 pentru a proteja 1 specie de animale. Situl a fost protejat și ca arie specială de conservare în ianuarie 2010.

## Biodiversitate
Situată în ecoregiunile  și marină macaroneziană, aria protejată conține 4 habitate naturale: Dune mobile de-a lungul țărmului cu Ammophila arenaria („dune albe”), Galerii și tufărișuri riverane sudice (Nerio-Tamaricetea și Securinegion tinctoriae), Faleze cu floră endemică de pe coastele macaroneziene, Recifuri.
La baza desemnării sitului se află o specie protejată de  reptile: Caretta caretta.